# 波茨坦 (紐約州)
波茨坦（英語：Potsdam）是一個位於美國紐約州聖羅倫斯縣的鎮。

## 人口
根據2020年美國人口普查的數據，波茨坦的面積為267.90平方千米，當中陸地面積為262.80平方千米，而水域面積為5.10平方千米。當地共有人口14901人，而人口密度為每平方千米56人。